# Rajnald
A Rajnald a germán Raginwald névből származik, illetve ennek a német Reinhold, Reinald alakjából, a jelentése (isteni) tanács, döntés + uralkodó, tevékeny.

## Rokon nevek
- Reginald:[1] a Raginwald egyik német alakváltozatából ered.
- Rinaldó:[1] a Rajnald valamelyik germán alakváltozatának az olasz változata.[3]
- Ronald:[1] a Rajnald skót eredetű angol alakváltozata.[4] Női párja: Rona

## Gyakorisága
Az 1990-es években a Rajnald, Reginald, Rináldó és a Ronald szórványos név, a 2000-es években nem szerepelnek a 100 leggyakoribb férfinév között.

## Névnapok
Rajnald, Rinaldó, Ronald
- február 9.[2]
- augusztus 18.[2]

Reginald
- február 12.[2]
- június 5.[2]
- december 4.[2]

## Alakváltozatok
- Rinaldo: olasz

## Híres Rajnaldok, Reginaldok, Rinaldók és Ronaldok
- Ronald Reagan színész, az Amerikai Egyesült Államok 40. elnöke
- Durazzói Rajnald capuai herceg, I. László nápolyi király természetes fia
- Châtillon Rajnald antiochiai fejedelem, keresztes hadvezér, Châtillon Anna magyar királyné apja